# Beko-Mark
Beko-Mark war eine in den 1950er Jahren gebräuchliche Abkürzung für „beschränkt konvertierbare“ Bankguthaben in der damals gültigen westdeutschen D-Mark-Währung. Diese Guthaben wurden von 1954 bis 1958 für Devisenausländer auf Bankkonten in der Bundesrepublik Deutschland geführt.